# Ljudmyla Kutschma

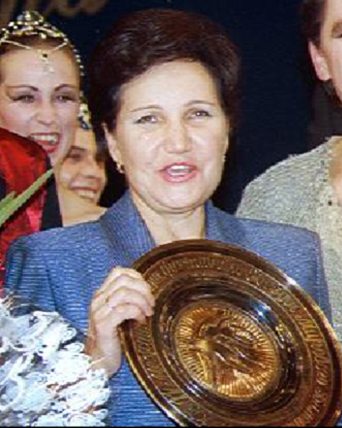

Ljudmyla Nikolajewna Kutschma (ukrainisch Людмила Миколаївна Кучма, russisch Людмила Николаевна Кучма; * 19. Juni 1940 in Wotkinsk, Russische SFSR, Sowjetunion als Ljudmyla Nikolajewna Talalaewa) ist eine ehemalige sowjetisch-ukrainische Konstrukteurin, Aktivistin und die Ehefrau des zweiten ukrainischen Präsidenten Leonid Kutschma. Als solche war sie vom 19. Juli 1994 bis zum 23. Januar 2005 First Lady der Ukraine.

## Leben und Wirken
Ljudmyla Kutschma studierte an einer Musikschule, die sich im Haus-Museum von Pjotr Iljitsch Tschaikowski befand. 1967 heiratete sie Leonid Kutschma. 1970 bekam das Paar eine Tochter namens Olena. 30 Jahre lang arbeitete sie als Konstrukteurin im Konstruktionsbüro eines Produktionsverbandes in Dnipro. Seit 1996 ist sie Ehrenpräsidentin des Nationalen Fonds für den sozialen Schutz von Mutter und Kind. Kutschma wurde mit dem Orden des litauischen Großfürsten Gediminas (1998) und dem Orden der Prinzessin Olga Erster Klasse (2010) ausgezeichnet. Seit dem 12. Mai 2004 ist sie Sonderbotschafterin der UNESCO für die Förderung junger Talente.